# Japan Ice Hockey League 1989/90
Die Saison 1989/90 war die 24. Spielzeit der Japan Ice Hockey League, der höchsten japanischen Eishockeyspielklasse. Meister wurden zum insgesamt elften Mal in der Vereinsgeschichte die Ōji Eagles. Topscorer mit je 45 Punkten wurden Toshiyuki Yajima und Norio Suzuki von Meister Ōji Eagles.

## Modus
In der Regulären Saison absolvierte jede der sechs Mannschaften insgesamt 30 Spiele. Der Erstplatzierte nach der Regulären Saison wurde Meister. Für einen Sieg erhielt jede Mannschaft zwei Punkte, bei einem Unentschieden einen Punkt und bei einer Niederlage null Punkte.

## Reguläre Saison

### Tabelle
|    | Team                                | GP | W  | L  | T | GF  | GA  | Pts |
| -- | ----------------------------------- | -- | -- | -- | - | --- | --- | --- |
| 1. | Ōji Eagles                          | 30 | 26 | 1  | 3 | 162 | 59  | 55  |
| 2. | Kokudo Ice Hockey Club              | 30 | 22 | 3  | 5 | 152 | 79  | 49  |
| 3. | Jūjō Papaer Kushiro Ice Hockey Club | 30 | 12 | 13 | 5 | 93  | 105 | 29  |
| 4. | Snow Brand Ice Hockey Club          | 30 | 8  | 17 | 5 | 84  | 116 | 21  |
| 5. | Seibu Prince Rabbits                | 30 | 6  | 19 | 5 | 79  | 123 | 17  |
| 6. | Furukawa Ice Hockey Club            | 30 | 2  | 23 | 5 | 47  | 135 | 9   |

GP = Spiele, W = Siege, L = Niederlagen, T = Unentschieden

### Topscorer
Abkürzungen: T = Tore, A = Assists, P = Punkte
|    | Spieler          | Team   | T  | A  | P  |
| -- | ---------------- | ------ | -- | -- | -- |
| 1. | Toshiyuki Yajima | Ōji    | 27 | 18 | 45 |
| 1. | Norio Suzuki     | Ōji    | 21 | 24 | 45 |
| 3. | Motoki Ebina     | Kokudo | 30 | 11 | 41 |
| 4. | Hikomi Senuma    | Kokudo | 15 | 24 | 39 |
| 5. | Hiroshi Hikigi   | Ōji    | 23 | 15 | 38 |
| 6. | Toshiyuki Sakai  | Kokudo | 21 | 16 | 37 |
| 7. | Keiji Takahashi  | Ōji    | 12 | 21 | 33 |
| 8. | Yoshitaka Kano   | Ōji    | 12 | 20 | 32 |
| 9. | Akihito Sugisawa | Ōji    | 16 | 12 | 28 |
| 9. | Yuji Iga         | Kokudo | 13 | 15 | 28 |

## Auszeichnungen
- Most Valuable Player – Norio Suzuki, Ōji Eagles
- Rookie of the Year – Motoaki Takeuchi, Jujo Ice Hockey Club

## All-Star-Team
| Tor          | Katsunori Hirano (Ōji) | Katsunori Hirano (Ōji) | Katsunori Hirano (Ōji) | Katsunori Hirano (Ōji) | Katsunori Hirano (Ōji) | Katsunori Hirano (Ōji) |
| Verteidigung | Yasuhiro Honma (Ōji)   | Yasuhiro Honma (Ōji)   | Yasuhiro Honma (Ōji)   | Hidekatsu Takagi (Ōji) | Hidekatsu Takagi (Ōji) | Hidekatsu Takagi (Ōji) |
| Sturm        | Norio Suzuki (Ōji)     | Norio Suzuki (Ōji)     | Toshiyuki Yajima (Ōji) | Toshiyuki Yajima (Ōji) | Hiroshi Hikigi (Ōji)   | Hiroshi Hikigi (Ōji)   |